# Donald MacLennan
Donald MacLennan, né le 2 mars 1877 à Chimney Corner en Nouvelle-Écosse, est un homme politique canadien. Il représente la circonscription d'Inverness—Richmond à la Chambre des communes du Canada entre 1935 et 1940 sous la bannière du parti libéral. Il est par la suite sénateur pour la province.

## Biographie
Né à Chimney Corner, MacLennan étudit à Saint-Francis-Xavier puis Dalhousie avec de devenir conseiller municipal à Port Hood, mais reste au poste moins d'un an. Élu à l'Assemblée législative de la Nouvelle-Écosse en 1911, il reste en poste quatorze ans. Il quitte son poste lorsqu'il est élu député à la Chambre des communes en 1935 avec 9 488 votes. Quatre ans plus tôt, il avait tenté de se faire élire dans la circonscription qui précédait Inverness—Richmond. Il est battu avec 4 296 voix. Il n'est pas candidat à sa réélection, il n'est pas candidat à sa réélection, il est plutôt fait sénateur. Il se désigne comme représentant de Margaree Forks. Il meurt en fonction à 76 ans.